# Pfarrkirche Sankt Koloman (Salzburg)

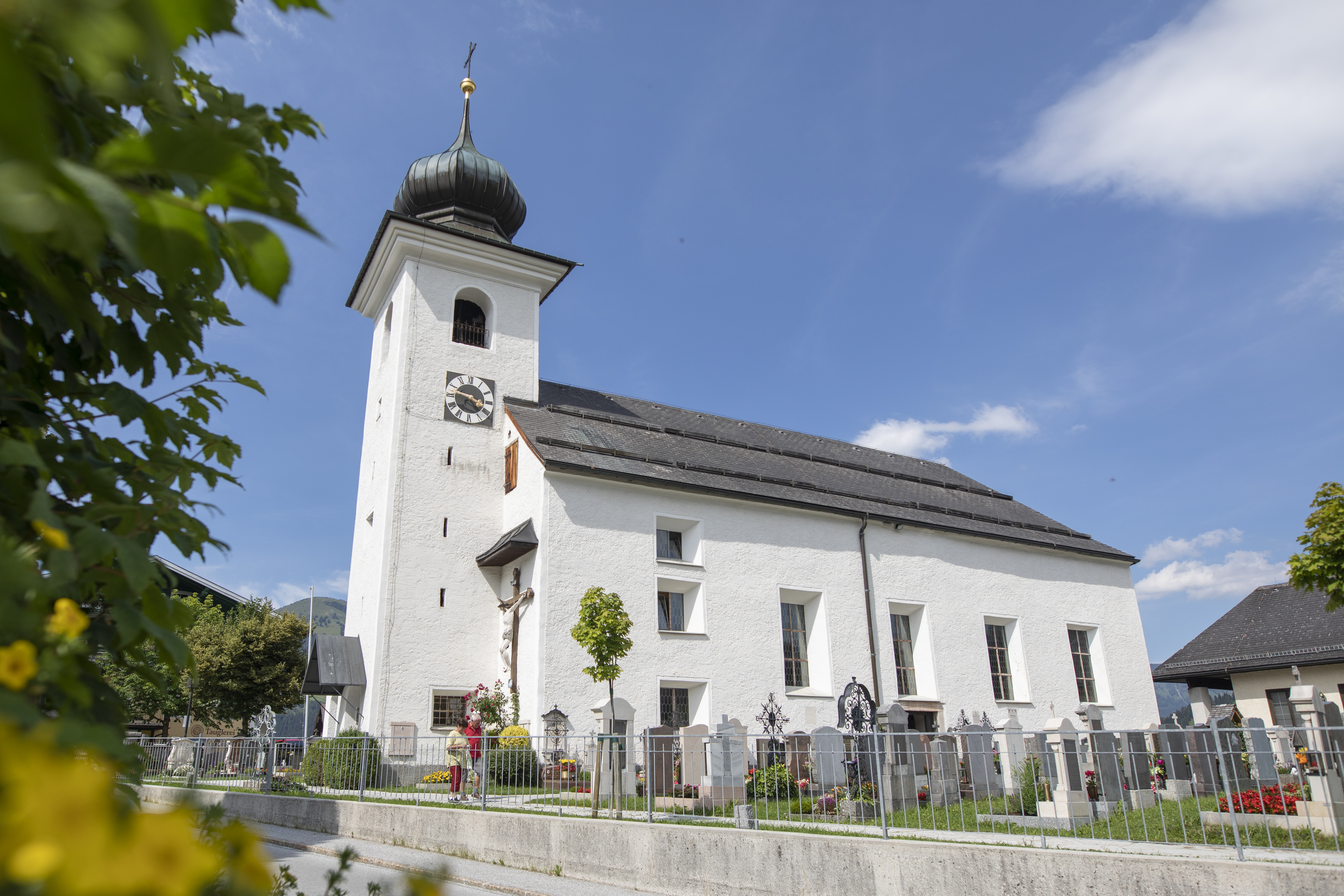
Kath. Pfarrkirche hl. Koloman

Die Kirche zum hl. Koloman ist die römisch-katholische Pfarrkirche der Gemeinde Sankt Koloman im Bezirk Hallein, Land Salzburg. Die Kirche gehört zum Dekanat Hallein in der Erzdiözese Salzburg. Sie ist dem hl. Koloman geweiht, das Patrozinium wird am Kolomanitag, dem 13. Oktober, gefeiert. 2004 lebten in der 1858 errichteten Pfarre von St. Koloman, bei 1537 Einwohnern, 1490 Katholiken.

## Geschichte
Eine Kirche wurde 1506 urkundlich genannt. Nach einem Brand im Jahre 1768 wurde die Kirche wieder aufgebaut und 1805 geweiht. Die Kirche wurde 1935 innen restauriert. 1973 erfolgte ein Neubau der zweigeschoßigen Sakristei. 1977 wurde die Kirche außen und 1984 innen restauriert.

## Architektur
Der barocke einschiffige Kirchenbau – mit einem Friedhof umgeben – steht in der Ortsmitte. Der schlichte Außenbau unter einem im Osten abgewalmten Satteldach hat eine segmentbogenförmige Apsis. Der ungegliederte Turm hat rundbogige Schallfenster und ein Zwiebelhelm. In der Turmhalle mit Flachdecke steht eine spätgotische Konsolfigur hl. Koloman. An der Giebelfassade nördlich des Turmes ist eine Kriegergedächtniskapelle. Südlich des Turms hängt ein barocker Kruzifix.
Der Saalbau unter einer Segmentbogentonne auf einem umlaufenden Gesims ist durch flache Pilastervorlagen in fünf Joche gegliedert. Die zweigeschoßige Empore wurde 1935 restauriert. Die Deckenmalerei Christus umgeben von Kindern, Geburt Christi, Verkündigung an Maria malte der Maler Josef Eggl (1873).

## Ausstattung

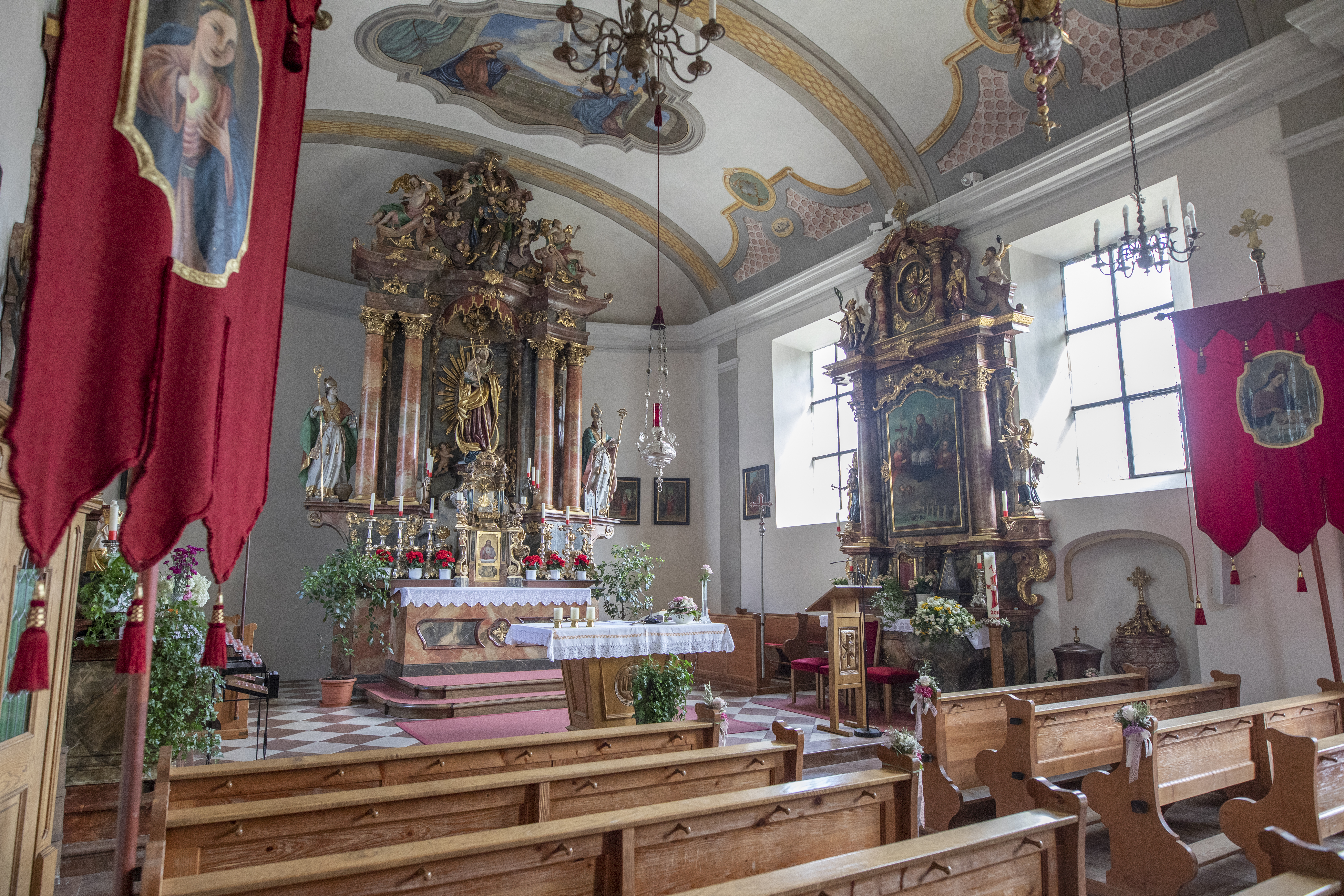
Innenansicht

Der Hochaltar aus der 2. Hälfte des 18. Jahrhunderts wurde 1912 verändert. Er trägt als Mittelfigur eine Mondsichelmadonna vom Bildhauer Josef Bachlechner der Ältere aus dem Anfang des 20. Jahrhunderts. Die Konsolfiguren Hll. Rupert und Virgil, im Aufsatz hl. Koloman, schuf Johann Georg Itzlfeldner (1775). Die Seitenaltäre aus der 2. Hälfte des 17. Jahrhunderts wurden im 18. Jahrhundert verändert. Der linke Seitenaltar zeigt das Altarblatt Kreuzigung von Anton Eggl (1885) und trägt die Seitenkonsolfiguren Hll. Sebastian und Rochus und die Aussatzfiguren Hll. Florian und Georg aus dem 17. Jahrhundert. Zwei kleine Engel mit den Leidenswerkzeugen aus dem 18. Jahrhundert sind in Verwahrung. Der rechte Seitenaltar zeigt das Altarblatt hl. Johannes Nepomuk von Anton Eggl (1885) und trägt die Seitenkonsolfiguren Hll. Joseph und Johannes Nepomuk und die Aufsatzfiguren Hll. Heinrich und Margaretha aus der 2. Hälfte des 18. Jahrhunderts.
Die Kanzel aus dem späten 18. Jahrhundert zeigt das Bild Christus in Emmaus vom Maler Anton Eggl (1873). Ein Kruzifix und eine Rosenkranzmadonna sind aus der 2. Hälfte des 18. Jahrhunderts. Die Kreuzwegstationen sind aus dem späten 19. Jahrhundert.

## Orgel

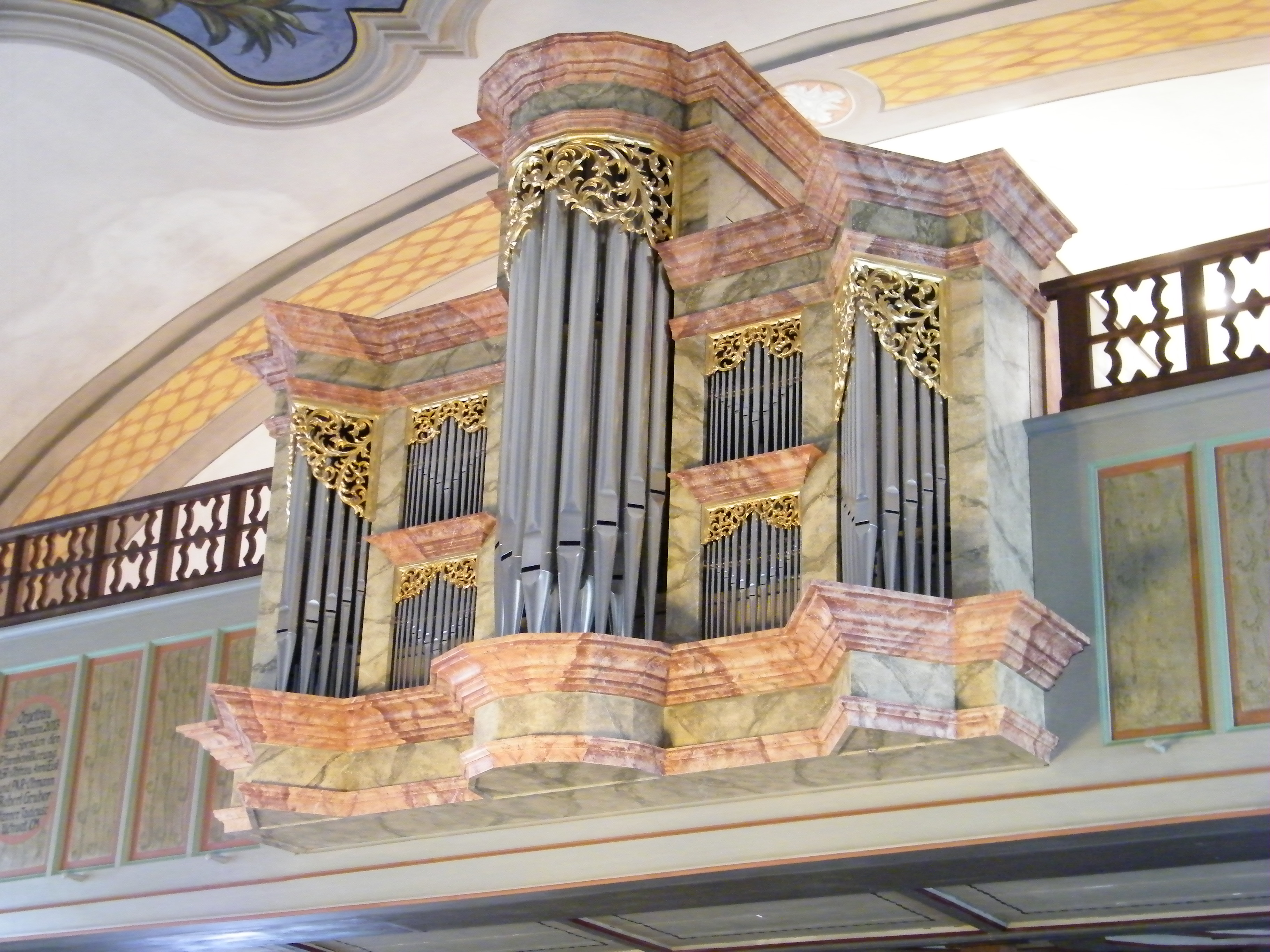
Kögler-Orgel 2013

Matthäus Mauracher d. Ä. ersetzte 1870 die alte Orgel und schuf ein neues Instrument mit neuem Gehäuse und 5 Registern, das am 1. August geweiht wurde. Dieses wurde in den 1960er-Jahren demontiert. 2013 konnte eine neue Kögler-Orgel ihrer Bestimmung übergeben werden. Ihre Disposition lautet wie folgt:
| I Hauptwerk CD–f3, 54 Tasten, 53 Töne |                     |
| Principal                             | 8′                  |
| Hohlflöte                             | 8′                  |
| Viola da Gamba                        | 8′                  |
| Octav                                 | 4′                  |
| Octave                                | 2′                  |
| Quint                                 | 2 ⁄3′               |
| Cornett III ab g0                     | 2 ⁄3′ + 2′ + 1 3⁄5′ |
| Mixtur IV                             |                     |

| II Positiv CD–f3, 54 Tasten, 53 Töne |       |
| Copel                                | 8′    |
| Rohrflöte                            | 4′    |
| Blockflöte                           | 2′    |
| Quinte                               | 1 ⁄3′ |

| Pedal CD–f1, 27 Tasten, 26 Töne |     |
| Subbass                         | 16′ |
| Flötbass                        | 8′  |

- Koppeln: II/I, I/P
- Tremulant

Anmerkungen
1. ↑  Vorabzug aus Cornett ab C